# The Jakarta Globe
Ne doit pas être confondu avec The Jakarta Post.
The Jakarta Globe est un quotidien indonésien de langue anglaise paru la première fois le 12 novembre 2008. En 2009, son tirage était de 50 000 exemplaires. Il  a été fondé par James Riady, un des hommes les plus riches d'Indonésie.